# Pou de glaç de la Caula
Pou de glaç de la Caula és una obra de Boadella i les Escaules (Alt Empordà) inclosa a l'Inventari del Patrimoni Arquitectònic de Catalunya.

## Descripció
Situat al sud-est del nucli urbà de les Escaules, prop del Salt de la Caula i a tocar la carretera GIV-5041, prop del riu la Muga, als camps de la Caula.
Antic pou de glaç que actualment es troba tapat per l'abundant vegetació de la zona, cosa que fa que no es pugui documentar l'estructura adequadament. De totes maneres sabem que l'estructura era de planta circular, d'uns deu metres de diàmetre i amb la coberta cupular. Les obertures, rectangulars, tenen llindes planes monolítiques.
La construcció era bastida en pedres grans sense treballar lligades amb morter.

## Història
L'aprofitament del glaç es remunta a temps immemorables, però la construcció d'aquests a Catalunya proliferar durant el segle xviii. En el cas del pou de la Caula, aprofitava el glaç que es formava a la Muga o a la Caula (d'aquí el nom) i es creu que l'estructura d'aquest és del segle xviii, tot i que uns estudis de l'any 1926 el situen damunt d'una antiga construcció romana per a emmagatzemar aigua.